# 70-й Берлинский международный кинофестиваль
70-й Берлинский Международный кинофестиваль проходил с 20 февраля по 1 марта 2020 года в Берлине. Жюри основного конкурса возглавляет английский актёр Джереми Айронс. Фильмом открытия станет картина «Год работы „Сэлинджером“» Филиппа Фалардо. В 2020 году фестиваль впервые возглавили Карло Шатриан и Мариэтт Риссенбек, сменившие на этом директора Дитера Косслика.

## Жюри фестиваля

### Жюри основного конкурса
В состав международного жюри основного конкурса фестиваля вошли:
- Джереми Айронс, киноактёр (Великобритания) — председатель жюри
- Беренис Бежо, киноактриса (Аргентина / Франция)
- Беттина Брокемпер, продюсер (Германия)
- Аннамари Ясир, режиссёр (Палестина)
- Кеннет Лонерган, режиссёр (США)
- Лука Маринелли, киноактёр (Италия)
- Клебер Мендонса Фильо, режиссёр (Бразилия)

### Жюри конкурса короткометражных фильмов
В состав международного жюри конкурса короткометражных фильмов вошли:
- Река Букси, мультипликатор (Венгрия)
- Фатма Чолакоглу, куратор (Турция)
- Лемоханг Джеремия Мозезе, режиссёр (Лесото)

### Жюри конкурса «Столкновения»
В состав международного жюри конкурса «Столкновения» вошли:
- Сёдзо Итияма, продюсер (Япония)
- Доминга Сотомайор, режиссёр (Чили)
- Эва Тробиш, режиссёр (Германия)

### Жюри секции документального кино
В состав международного жюри секции документального кино вошли
- Герд Кроске, режиссёр (Германия)
- Мари Лозье, режиссёр (Франция / США)
- Аланис Обомсавин, режиссёр (Канада)

## Конкурсная программа

### Фильмы основной конкурсной программы
Следующие фильмы были отобраны для основного конкурса фестиваля в качестве претендентов на «Золотого» и «Серебряного» медведей:
| На русском языке               | Оригинальное название         | Режиссёр                           | Страна                                    |
| ------------------------------ | ----------------------------- | ---------------------------------- | ----------------------------------------- |
| Берлин, Александерплац         | Berlin Alexanderplatz         | Бурхан Курбани                     | Германия, Нидерланды                      |
| Дау. Наташа                    | Дау. Наташа                   | Илья Хржановский, Екатерина Эртель | Германия, Украина, Великобритания, Россия |
| Женщина, которая убежала       | Domangchin yeoja              | Хон Сансу                          | Республика Корея                          |
| Удалить историю                | Effacer l’historique          | Бенуа Делепин, Густав Керверн      | Франция, Бельгия                          |
| Незваный гость                 | El prófugo                    | Наталия Мета                       | Аргентина, Мексика                        |
| Плохие сказки                  | Favolacce                     | Дамиано и Фабио Д’Инноченцо        | Италия, Швейцария                         |
| Первая корова                  | First Cow                     | Келли Рейхардт                     | США                                       |
| Облучённый                     | Irradiés                      | Рити Панх                          | Франция, Камбоджа                         |
| Соль слёз                      | Le sel des larmes             | Филипп Гаррель                     | Франция, Швейцария                        |
| Никогда, редко, иногда, всегда | Never Rarely Sometimes Always | Элиза Хиттман                      | США                                       |
| Дни                            | Rizi                          | Цай Минлян                         | Тайвань                                   |
| Неизбранные дороги             | The Roads Not Taken           | Салли Поттер                       | Великобритания                            |
| Моя маленькая сестра           | Schwesterlein                 | Стефани Шуа, Вероника Реймонд      | Швейцария                                 |
| Здесь нет зла                  | Sheytan vojud nadarad         | Мохаммад Расулоф                   | Германия, Чехия, Иран                     |
| Сибирь                         | Siberia                       | Абель Феррара                      | Италия, Германия, Мексика                 |
| Все мёртвые                    | Todos os mortos               | Каэтану Готардо, Марко Дутра       | Бразилия, Франция                         |
| Ундина                         | Undine                        | Кристиан Петцольд                  | Германия, Франция                         |
| Я хотел спрятаться             | Volevo nascondermi            | Джорджо Диритти                    | Италия                                    |

### Фильмы конкурсной программы короткометражных фильмов
Темой конкурса короткометражных фильмов в 2020 году выбрана «свобода в современном мире». Новым куратором программы станет Анна Хенкель-Доннерсмарк, которая заменит возглавлявшую программу в течение 12 лет Майке Мию Хёне. Следующие фильмы были отобраны для конкурса:
| На русском языке                    | Оригинальное название                  | Режиссёр                                        | Страна                               |
| ----------------------------------- | -------------------------------------- | ----------------------------------------------- | ------------------------------------ |
| 2008                                | 2008                                   | Блейк Уильямс                                   | Канада                               |
| Ночью у входа                       | À l’entrée de la nuit                  | Антон Биала                                     | Франция                              |
| Негатив Алеча                       | Aletsch Negative                       | Лоренс Бонвин                                   | Швейцария                            |
| Восстановление                      | Atkūrimas                              | Лауринас Барейша                                | Литва                                |
| Причина смерти                      | Cause of Death                         | Джоти Мистри                                    | Южно-Африканская Республика, Австрия |
| Приносящий дождь                    | Celle qui porte la pluie               | Марианн Метивье                                 | Канада                               |
| Демонстрация                        | A Demonstration                        | Саша Литвинцева, Бени Вагнер                    | Германия, Нидерланды, Великобритания |
| Пена                                | Écume                                  | Омар Эльхами                                    | Канада                               |
| Filipiñana                          | Filipiñana                             | Рафаэль Мануэль                                 | Филиппины, Великобритания            |
| Гений места                         | Genius Loci                            | Адриен Мерижо                                   | Франция                              |
| Девушка и тело                      | Girl and Body                          | Шарлотта Марс                                   | Австралия                            |
| Анонимный день                      | Gumnaam Din                            | Экта Миттал                                     | Индия                                |
| Журнал                              | HaMa’azin                              | Омер Стеренберг                                 | Израиль                              |
| Как исчезнуть                       | How to Disappear                       | Робин Кленгель, Леонард Мюллнер, Михаэль Штумпф | Австрия                              |
| Станция Хантсвилл                   | Huntsville Station                     | Джейми Мельтцер, Крис Филиппоне                 | США                                  |
| Соцветие                            | Inflorescence                          | Николаас Шмидт                                  | Германия                             |
| Это была не та гора, Мухаммед       | It Wasn’t the Right Mountain, Mohammad | Мили Пешере                                     | Франция                              |
| Мой галактический двойник Галактион | Мой галактический двойник Галактион    | Саша Свирский                                   | Россия                               |
| Проигрывание. Репетиция прощания    | Playback. Ensayo de una despedida      | Аугустина Комеди                                | Аргентина                            |
| Так и живём                         | So We Live                             | Ранд Абу Факер                                  | Бельгия                              |
| Пень-отгадчик                       | Stump the Guesser                      | Гай Маддин, Эван Джонсон, Гален Джонсон         | Канада                               |
| Т                                   | Т                                      | Кейша Рэй Уизерспун                             | США                                  |
| Округ Юнион                         | Union County                           | Адам Микс                                       | США                                  |
| Veitstanz/Feixtanz (вне конкурса)   | Veitstanz/Feixtanz (вне конкурса)      | Габриеле Штотцер                                | ГДР                                  |

### Фильмы конкурсной программы «Столкновения»
Программа «Столкновения» будет проведена впервые и станет 3 конкурсной программой в дополнение к основной конкурсной программе и конкурсу короткометражных фильмов. Следующие фильмы были отобраны для данной секции:
| На русском языке                               | Оригинальное название                                         | Режиссёр                     | Страна                                                                       |
| ---------------------------------------------- | ------------------------------------------------------------- | ---------------------------- | ---------------------------------------------------------------------------- |
| Смешное лицо                                   | Funny Face                                                    | Тим Саттон                   | США                                                                          |
| Гунда                                          | Gunda                                                         | Виктор Косаковский           | Норвегия, США                                                                |
| Изабелла                                       | Isabella                                                      | Матиас Пиньейро              | Аргентина                                                                    |
| Пастушка и семь песен                          | The Shepherdess and the Seven Songs                           | Пушпендра Сингх              | Индия                                                                        |
| Протоки                                        | Los Conductos                                                 | Камило Рестрепо              | Франция, Колумбия, Бразилия                                                  |
| Последний город                                | Die letzte Stadt                                              | Хайнц Эмигхольц              | Германия                                                                     |
| Мальмкрог                                      | Malmkrog                                                      | Кристи Пуйю                  | Румыния, Сербия, Швейцария, Швеция, Босния и Герцеговина, Северная Македония |
| Метаморфозы птиц                               | A metamorfose dos pássaros                                    | Катарина Васконселос         | Португалия                                                                   |
| Голые животные                                 | Nackte Tiere                                                  | Мелани Вальде                | Германия                                                                     |
| Орфея                                          | Orphea                                                        | Александр Клюге, Хавн        | Германия                                                                     |
| Ширли                                          | Shirley                                                       | Жозефин Декер                | США                                                                          |
| Служки                                         | Služobníci                                                    | Иван Остроховский            | Словакия, Румыния, Чехия, Ирландия                                           |
| Проблемы с рождением                           | The Trouble with Being Born                                   | Сандра Волльнер              | Австрия, Германия                                                            |
| Работа и дни (Таёко Сиодзири в долине Сиотани) | The Works and Days (of Tayoko Shiojiri in the Shiotani Basin) | С. В. Винтер, Андерс Эдстрём | США, Швеция, Япония, Гонконг, Великобритания                                 |
| Убей его и уезжай из города                    | Zabij to i wyjedz z tego miasta                               | Мариуш Вилцинский            | Польша                                                                       |

## Вне конкурса

### Фильмы программы «Панорама»
Темами секции «Панорама» 70-го Берлинского Международного кинофестиваля выбраны «миграция, поиск и открытие внутреннего понятия дома, чрезмерной эксплуатации нашей планеты». Следующие фильмы были отобраны для художественной секции данной программы:
| На русском языке     | Оригинальное название | Режиссёр                       | Страна                                                              |
| -------------------- | --------------------- | ------------------------------ | ------------------------------------------------------------------- |
| Столкновения         | À L’abordage          | Гийом Брак                     | Франция                                                             |
| Всегда янтарный      | Always Amber          | Лиа Хиетала, Ханна Райникайнен | Швеция                                                              |
| Ассистент            | The Assistant         | Китти Грин                     | США                                                                 |
| Блеск твоих глаз     | Cidade Pássaro        | Матиас Мариани                 | Бразилия, Франция                                                   |
| Копатель             | Digger                | Георгис Григоракис             | Греция, Франция                                                     |
| Эб аллай ооо!        | Eeb Allay Ooo!        | Пратек Ватс                    | Индия                                                               |
| Изгнание             | Exil                  | Визар Морина                   | Германия, Бельгия, Косово                                           |
| Без обид             | Futur Drei            | Фараз Шариат                   | Германия                                                            |
| Надежда              | Håp                   | Мария Сёдаль                   | Норвегия, Швеция                                                    |
| Дикая земля          | Kød & Blod            | Дженетт Нордаль                | Дания                                                               |
| Одна из тысячи       | Las mil y una         | Клариса Навас                  | Аргентина, Германия                                                 |
| Марэ                 | Mare                  | Андреа Стака                   | Швейцария, Хорватия                                                 |
| Миньян               | Minyan                | Эрик Стил                      | США                                                                 |
| Могол Маугли         | Mowgli                | Бассам Тарик                   | Великобритания                                                      |
| Один из этих дней    | One of These Days     | Бастиан Гюнтер                 | Германия, США                                                       |
| Отец                 | Otac                  | Срджан Голубович               | Сербия, Франция, Германия, Хорватия, Словения, Босния и Герцеговина |
| Пари                 | Pari                  | Сиамак Этемади                 | Греция, Франция, Нидерланды, Болгария                               |
| Чёрное молоко        | Schwarze Milch        | Борхуугийн Уйзэнмаа            | Германия, Монголия                                                  |
| Посеешь ветер        | Semina il vento       | Данило Капуто                  | Италия, Франция, Греция                                             |
| Сук Сук              | Suk Suk               | Рэй Йенг                       | Гонконг, Китай                                                      |
| Волна                | Surge                 | Энейл Кария                    | Великобритания                                                      |
| Обычное преступление | Un crimen común       | Франциско Маркес               | Аргентина, Бразилия, Швейцария                                      |
| Сухой ветер          | Vento Seco            | Даниэль Ноласко                | Бразилия                                                            |

### Фильмы программы «Панорама. Документальное»
Следующие фильмы были отобраны для документальной секции данной программы:
| На русском языке                      | Оригинальное название                           | Режиссёр                    | Страна                                           |
| ------------------------------------- | ----------------------------------------------- | --------------------------- | ------------------------------------------------ |
| Окровавленный нос, пустые карманы     | Bloody Nose, Empty Pockets                      | Билл Росс IV, Тернер Росс   | США                                              |
| Дни каннибализма                      | Days of Cannibalism                             | Тебохо Эдкинс               | Франция, Южно-Африканская Республика, Нидерланды |
| Я мечтаю о Сингапуре                  | I Dream of Singapore                            | Янь Бинь Лэй                | Сингапур                                         |
| Бег на месте                          | Jetzt oder morgen                               | Лиза Вебер                  | Австрия                                          |
| Котлован                              | Котлован                                        | Андрей Грязев               | Россия                                           |
| Нарджес А.                            | Nardjes A.                                      | Карим Айнуз                 | Алжир, Франция, Германия, Бразилия, Катар        |
| Маленькая девочка                     | Petite fille                                    | Себастьен Лифшиц            | Франция                                          |
| Отражение озера                       | O reflexo do lago                               | Фернандо Сегтовик           | Бразилия                                         |
| Шлингензиф — голос, который встряхнул | Schlingensief — In das Schweigen hineinschreien | Беттина Бёхлер              | Германия                                         |
| Если бы это была любовь               | Si c'était de l’amour                           | Патрик Шиа                  | Франция                                          |
| Добро пожаловать в Чечню              | Welcome to Chechnya                             | Дэвид Франс                 | США                                              |
| Записки из подземного мира            | Aufzeichnungen aus der Unterwelt                | Тицца Кови, Райнер Фриммель | Австрия                                          |

### Фильмы программы «Форум»
Темой программы «Форум» было выбрано «соединение старого и нового». Новым куратором программы станет Кристина Норд. Следующие фильмы были отобраны для данной секции:
| На русском языке                                         | Оригинальное название                                           | Режиссёр                                      | Страна                                              |
| -------------------------------------------------------- | --------------------------------------------------------------- | --------------------------------------------- | --------------------------------------------------- |
| Анна на высоте 13,000 футов                              | Anne at 13,000 ft                                               | Кацик Радвански                               | Канада, США                                         |
| Близился шторм                                           | Anunciaron tormenta                                             | Хавьер Фернандес Васкес                       | Испания                                             |
| Мальчик у окна тоже хотел бы подводную лодку             | Chico ventana también quisiera tener un submarino               | Алекс Пиперно                                 | Уругвай, Аргентина, Бразилия, Нидерланды, Филиппины |
| Между собакой и волком                                   | Entre perro y lobo                                              | Ирэн Гутиэррез                                | Куба, Испания                                       |
| Это моё желание                                          | Eyimofe                                                         | Ариэ Эсири, Чуко Эсири                        | Нигерия                                             |
| FREM                                                     | FREM                                                            | Вера Цаканова                                 | Чехия, Словакия                                     |
| Поколения                                                | Generations                                                     | Линн Сиферт                                   | США                                                 |
| Записки Анны Аззори / Зеркало, путешествующее во времени | Gli appunti di Anna Azzori / Uno specchio che viaggia nel tempo | Констанца Рюм                                 | Австрия, Германия, Франция                          |
| Город уснул                                              | Город уснул                                                     | Мария Игнатенко                               | Россия                                              |
| Бей или умри                                             | Grève ou crève                                                  | Джонатан Ресциньо                             | Франция                                             |
| Выход из поезда                                          | Ieşirea trenurilor din gară                                     | Раду Жуде, Адриан Чиофланка                   | Румыния                                             |
| Как вверху, так и внизу                                  | Kama fissamaa' kathalika ala al-ard                             | Сара Френсис                                  | Ливан                                               |
| Искусство исходит из клюва по мере его                   | Kunst kommt aus dem Schnabel wie er gewachsen ist               | Сабрин Херпич                                 | Германия                                            |
| Дом любви                                                | La casa dell’amore                                              | Лука Ферри                                    | Италия                                              |
| Прилив красной Луны                                      | Lúa vermella                                                    | Луис Патиньо                                  | Испания                                             |
| Свет в тропиках                                          | Luz nos trópicos                                                | Паула Гайтан                                  | Бразилия                                            |
| Ферма Мэгги                                              | Maggie’s Farm                                                   | Джеймс Бэннинг                                | США                                                 |
| Медиум                                                   | Medium                                                          | Эдгардо Козаринский                           | Аргентина                                           |
| Чужой                                                    | Namo                                                            | Надер Севар                                   | Иран                                                |
| Экономика                                                | Oeconomia                                                       | Кармен Лосманн                                | Германия                                            |
| Увертюры                                                 | Ouvertures                                                      | Ансамбль Живые и Мёртвые                      | Франция, Великобритания                             |
| Маленькая суббота                                        | Petit Samedi                                                    | Палома Сермон-Даи                             | Бельгия                                             |
| Успокаивающий                                            | Ping jing                                                       | Сон Фан                                       | Китай                                               |
| Корпоративная ответственность                            | Responsabilidad empresarial                                     | Джонатан Перел                                | Аргентина                                           |
| Ноль                                                     | Seishin 0                                                       | Кадзухиро Сода                                | Япония, США                                         |
| ТАНГО ВДОВЫ и его искажающее зеркало                     | EL TANGO DEL VIUDO y su espejo deformante                       | Рауль Руис, Валерия Сармиенто                 | Чили                                                |
| Прописная печать                                         | Tipografic majuscul                                             | Раду Жуде                                     | Румыния                                             |
| Кросс                                                    | Traverser                                                       | Жоэль Ричмонд Мэттью Акафу                    | Франция, Буркина-Фасо, Бельгия                      |
| Двадцатый век                                            | The Twentieth Century                                           | Мэттью Ранкин                                 | Канада                                              |
| Два взгляда                                              | The Two Sights                                                  | Джошуа Боннетта                               | Канада, Великобритания                              |
| Виктория                                                 | Victoria                                                        | Софи Бену, Лисбет де Сёлар, Изабелль Толленар | Бельгия                                             |
| Смотровая будка                                          | The Viewing Booth                                               | Раханан Александрович                         | Израиль, США                                        |
| Божественное зло                                         | Vil, má                                                         | Густаво Винагре                               | Бразилия                                            |
| Что остаётся                                             | Was bleibt I Šta ostaje I What remains I Re-visited             | Кларисса Тим                                  | Германия, Австрия, Босния и Герцеговина             |
| Машина Зевса. Непобедимый                                | Zeus Machine. L’invincibile                                     | Надя Ранокки, Давид Дзаманьи                  | Италия                                              |

### Специальные показы
| На русском языке                          | Оригинальное название            | Режиссёр                                           | Страна                                    |
| ----------------------------------------- | -------------------------------- | -------------------------------------------------- | ----------------------------------------- |
| Вперёд                                    | Onward                           | Дэн Скэнлон                                        | США                                       |
| Кручёный                                  | Curveball                        | Йоханнес Набер                                     | Германия                                  |
| ДАУ. Дегенерация                          | ДАУ. Дегенерация                 | Илья Хржановский, Илья Пермяков                    | Германия, Украина, Великобритания, Россия |
| Шпеер едет в Голливуд                     | Speer Goes to Hollywood          | Ванесса Лапа                                       | Израиль                                   |
| Уроки персидского                         | Persian Lessons                  | Вадим Перельман                                    | Россия, Германия, Белоруссия              |
| Ночная смена                              | Police                           | Анн Фонтен                                         | Франция                                   |
| Чокнутый профессор (1963)                 | The Nutty Professor              | Джерри Льюис                                       | США                                       |
| Возвышенность                             | High Ground                      | Стивен Максвелл Джонсон                            | Австралия                                 |
| Время охоты                               | Sa-nyang-eui-si-gan              | Юн Сан-хён                                         | Республика Корея                          |
| Американский сектор                       | The American Sector              | Кортни Стивенс, Пако Велез                         | США                                       |
| Мария Голда                               | Golda Maria                      | Патрик Собельман, Уго Собельман                    | Франция                                   |
| Номера                                    | Номера                           | Олег Сенцов (в соавторстве с Ахтемом Сейтаблаевым) | Украина, Польша, Чехия, Франция           |
| Шарлатан                                  | Charlatan                        | Агнешка Холланд                                    | Чехия, Ирландия, Польша, Словакия         |
| Минамата                                  | Minamata                         | Эндрю Левитас                                      | Великобритания                            |
| Хиллари                                   | Hillary                          | Нанетт Бурштейн                                    | США                                       |
| Последние и первые люди                   | Last and First Men               | Йохан Йоханнссон                                   | Исландия                                  |
| Плыви пока море не станет синим           | Yi Zhi You Dao Hai Shui Bian Lan | Цзя Чжанкэ                                         | Китай                                     |
| Пиноккио                                  | Pinocchio                        | Маттео Гарроне                                     | Италия, Франция, Великобритания           |
| Год работы «Сэлинджером» (фильм открытия) | My Salinger Year                 | Филипп Фалардо                                     | Канада, Ирландия                          |
| Парижская каллиграмма                     | Paris Calligramme                | Ульрике Оттингер                                   | Германия, Франция                         |

## Лауреаты фестиваля

### Основной конкурс
- «Золотой медведь» — «Здесь нет зла» (Мохаммад Расулоф)
- Гран-при жюри — «Никогда, редко, иногда, всегда» (Элиза Хиттман)
- «Серебряный медведь» за лучшую режиссёрскую работу — Хон Сансу («Женщина, которая убежала»)
- «Серебряный медведь» за лучшую женскую роль — Паула Бер («Ундина»)
- «Серебряный медведь» за лучшую мужскую роль — Элио Джермано («Я хотел спрятаться»)
- «Серебряный медведь» за лучший сценарий — братья Д’Инноченцо («Плохие сказки»)
- «Серебряный медведь» за выдающиеся достижения в области киноискусства — Юрген Юргес за операторскую работу («Дау. Наташа»)
- «Серебряный медведь» 70-го Берлинале — «Удалить историю» (Бенуа Делепин, Густав Керверн)

### Конкурс «Столкновения»
- Лучший фильм — «Работа и дни (Таёко Сиодзири в долине Сиотани)» (С. В. Винтер, Андерс Эдстрём)
- Специальный приз жюри — «Проблемы с рождением» (Сандра Волльнер)
- Лучшая режиссёрская работа — Кристи Пую («Мальмкрог»)
- Специальное упоминание — «Изабелла» (Матиас Пиньейро)

### Конкурс короткометражных фильмов
- «Золотой медведь» за лучший короткометражный фильм — «Т» (Кейша Рэй Уизерспун)
- «Серебряный медведь» жюри за лучший короткометражный фильм — «Filipiñana» (Рафаэль Мануэль)
- Приз Audi за лучший короткометражный фильм — «Гений места» (Адриен Мерижо)
- Кандидат Берлинале на премию Европейской киноакадемии — «Это была не та гора, Мухаммед» (Мили Пешере)

### Приз за лучший документальный фильм
- Победитель — «Облучённый» (Рити Панх)
- Специальное упоминание — «Записки из подземного мира» (Тицца Кови, Райнер Фриммель)

### Призы независимых жюри
Призы экуменического жюри
- Приз в основном конкурсе — «Зла не существует» (Мохаммад Расулоф)
- Приз в программе «Панорама» — «Отец» (Срджан Голубович)
- Специальное упоминание — «Побег из Саудовской Аравии» (Сюзанна Регина Мойрес)
- Приз в программе «Форум» — «Ноль» (Кадзухиро Сода)

Призы ФИПРЕССИ
- Приз в основном конкурсе — «Ундина» (Кристиан Петцольд)
- Приз в конкурсе «Столкновения» — «Метаморфозы птиц» (Катарина Васконселос)
- Приз в программе «Панорама» — «Могол Маугли» (Бассам Тарик)
- Специальное упоминание — «Столкновения» (Гийом Брак)
- Приз в программе «Форум» — «Двадцатый век» (Мэттью Ранкин)
- Специальное упоминание — «Увертюры» (Ансамбль Живые и Мёртвые)

Приз «Guild Film»
- Победитель — «Зла не существует» (Мохаммад Расулоф)

Призы «CICAE Art Cinema»
- Приз в программе «Панорама» — «Копатель» (Георгис Григоракис)
- Приз в программе «Форум» — «Успокаивающий» (Сон Фан)

Label Europa Cinemas
- Победитель — «Надежда» (Мария Сёдаль)

TEDDY AWARDS
- Лучший игровой фильм — «Без обид» (Фараз Шариат)
- Лучший документальный фильм — «Если бы это была любовь» (Патрик Шиа)
- Лучший короткометражный фильм — «Проигрывание. Репетиция прощания» (Аугустина Комеди)
- Приз жюри — «Дни» (Цай Минлянь)
- Премия активистов Teddy — Ольга Баранова, Максим Лапунов, Давид Истеев

Приз «Cagliari Film»
- Победитель — «Виктория» (Софи Бену, Лисбет де Сёлар, Изабелль Толленар)

Приз «Peace Film»
- Победитель — «Волки» (Самуэль Киши Леопо)

Приз «Amnesty International Film»
- Победитель — «Добро пожаловать в Чечню» (Дэвид Франс)

Приз Хайнера Карова
- Победитель — «Гаражные люди» (Наталья Ефимкина)

Приз зрительских симпатий в программе «Панорама»
- Лучший игровой фильм — «Отец» (Срджан Голубович)
- Лучший документальный фильм — «Добро пожаловать в Чечню» (Дэвид Франс)

### Почётный Золотой медведь
- Почётный Золотой Медведь за жизненные достижения — Хелен Миррен

### Почётная Камера Берлинале
- Почётная Камера Берлинале за вклад в кинематограф — Ульрике Оттингер

## Фильмы российских режиссёров
На главный приз был номинирован фильм «ДАУ. Наташа» российских режиссёров Ильи Хржановского и Екатерины Эртель, которому было отказано в прокатном удостоверении в России. Вне конкурса был показан ещё один фильм Хржановского длительностью 6 часов «ДАУ. Дегенерация», срежиссированный в соавторстве с Ильёй Пермяковым. Кроме того, российские фильмы были представлены в других программах: «Город уснул» Марии Игнатенко (дебют) в программе «Форум», «Котлован» Андрея Грязева в программе «Панорама». Вне конкурса был показан фильм Олега Сенцова «Номера», срежиссированный им дистанционно, пока он отбывал тюремное заключение в России.